# Anthony Ray Hinton
Pour les articles homonymes, voir Hinton.
Anthony Ray Hinton, né le 1er juin 1956, est un Afro-Américain ayant passé 28 ans dans un couloir de la mort après avoir été condamné à tort du meurtre de deux employés de restaurant à Birmingham (Alabama) en 1985,,,,,.
Il est libéré en 2015 après que la Cour suprême des États-Unis a infirmé sa condamnation et que l'État d'Alabama a levé les accusations à son encontre,.
Hinton est l'auteur du mémoire The Sun Does Shine: How I Found Life and Freedom on Death Row (« Oui, le soleil brille : comment j'ai trouvé la vie et la liberté dans le couloir de la mort »), paru en 2018.

## Biographie

### Emprisonnement
Le 25 février et le 2 juillet 1985, deux employés de fast-food, John Davidson et Thomas Wayne Vasona, sont tués lors de deux braquages à main armée différents à Birmingham, en Alabama. Un survivant d'un troisième braquage pointe la photo de Hinton sur une parade d'identification ; la police enquête donc sur lui. Mais lorsque Hinton déclare son innocence à son avocat, celui-ci lui répond : « Vous les Noirs, vous dites toujours que vous n'avez rien fait ».
Le seul élément de preuve apporté pendant le procès est un rapport d'une étude balistique qui souligne la correspondance entre les balles de la scène de crime et le pistolet de la mère de Hinton ; aucune empreinte digitale et aucune déclaration de témoin oculaire ne met en cause Hinton. Hinton est condamné à mort pour deux homicides. Le procureur du procès est connu pour ses préjugés raciaux.
Les procédures d'appel de Hinton sont réalisées par l'organisation Equal Justice Initiative (en) (EJI), qui travaille sur cette affaire pendant 16 ans. L'EJI démontre que les balles de la scène de crime ne correspondent pas à l'arme de la mère de Hinton, mais l'État de l'Alabama refuse d'ouvrir un nouveau procès.

### Libération
Lors d'un appel transmis à la Cour suprême des États-Unis en 2014, la Cour juge que l'avocat de Hinton a « manqué à la Constitution » et qu'un nouveau procès doit être ouvert. En effet, l'avocat de Hinton a cru ne disposer de 1 000 $ seulement pour contracter un nouvel expert balistique afin de réfuter les accusations de l'État avec des preuves. Or, le seul expert qui accepterait ce prix est un ingénieur civil borgne peu formé à l'étude balistique et admettant ne pas pouvoir utiliser un microscope correctement.
Le 1er avril 2015, le bureau de l'avocat général du comté de Jefferson lève les accusations contre Hinton, les experts scientifiques étant incapables de faire correspondre les balles de la scène de crime avec l'arme de la mère de Hinton. Les procureurs admettent l'absence de correspondance, rejetant ainsi la seule preuve fournie lors du procès.
Le 3 avril 2015, Hinton est libéré après que Laura Petro, la juge du circuit du comté de Jefferson, a annulé sa condamnation et que l'État a levé toutes les accusations à son encontre,. Il est le 152e détenu libéré du couloir de la mort aux États-Unis depuis 1973 et le 6e en Alabama.